# Dicranomyia heteracantha
Dicranomyia heteracantha är en tvåvingeart som beskrevs av Alexander 1923. Dicranomyia heteracantha ingår i släktet Dicranomyia och familjen småharkrankar. Inga underarter finns listade i Catalogue of Life.